# Léon De Lathouwer
Léon De Lathouwer (Wetteren, 19 september 1929 – Laarne, 7 augustus 2008) was een Belgisch beroepsrenner van 1952 tot 1959.

## Carrière
Leon De Lathouwer behaalde in 1948 goud in de ploegenrangschikking van de Olympische Spelen in Londen (met Lode Wouters en Eugène Van Roosbroeck). Leon De Lathouwer werd in 1949 tweemaal Belgisch Kampioen, eenmaal bij de liefhebbers en eenmaal bij de militairen.
Hij was een sterke streekrenner die bij zijn debuut als beroepsrenner in 1952 in Heusden, Mere, Oostakker won. In 1952 won hij de Dr. Tistaertprijs te Zottegem. Hij zegevierde tweemaal in het Kampioenschap van Vlaanderen te Koolskamp (1953 en 1955). Als Oost-Vlaamse streekrenner won hij ook nog twee keer in Oostakker (1954 en 1956), in Deinze (1955) en in Strijpen (1956). Hij behaalde in totaal 14 zeges als beroepsrenner.

## Erelijst
- 1947 - nieuweling

2de in Nationaal Kampioenschap op de weg bij de Nieuwelingen
- 1948 - amateur

1ste Ploegenklassement op de weg bij de Olympische Spelen van Londen (met Eugène Van Roosbroeck en Lode Wouters) (4de in de uitslag)
1ste in Eindklassement Ronde van België voor amateurs - 1ste in de 2de en 5de etappe
- 1949 - amateur

1ste in 4de etappe Ronde van België
1ste in Nationaal Kampioenschap op de weg voor Militairen te Brussel
1ste in Nationaal Kampioenschap op de weg voor Amateurs te Wetteren
- 1950 - onafhankelijke (Alcyon - Dunlop)

1ste in 3de etappe Ronde van België voor onafhankelijken te Chaumont-Gistoux
1ste in Bruxelles - Liège
1ste in Liège - Charleroi - Liège
- 1951 - onafhankelijke (individueel)

1ste in Circuit Disonais,
1ste Omloop van de Denderstreek
1ste in Kampioenschap der beide Vlaanderen te Gits
- 1952: Van Hauwaert

1ste in Heusden (Oost-Vlaanderen)
1ste in Mere
1ste in Oostakker
- 1953: Van Hauwaert

1ste in Zottegem - Dr Tistaertprijs
1ste in Kampioenschap van Vlaanderen te Koolskamp
3de in Izegem
- 1954: Van Hauwaert

1ste in Oostakker
2de in Koksijde
2de in Berlare
3de in Kortemark
- 1955: Faema - Guerra / Van Hauwaert - Maes

1ste in Deinze
1ste in Kampioenschap van Vlaanderen te Koolskamp
1ste in Bracquegnies
2de in Zottegem - Dr Tistaertprijs
2de in Steenhuize-Wijnhuize
2de in Oostakker
2de in Denderleeuw
2de in Aalst
3de in Erembodegem-Terjoden
3de in Lede
- 1956: Faema - Guerra

1ste in Oostakker
1ste in Strijpen
2de in Welle
2de in Eke
- 1957: Plume - Vainqueur - Regina / Dossche Sport

2de in Kampioenschap van Vlaanderen te Koolskamp
2de in Zottegem - Dr Tistaertprijs
3de in Stekene
3de in Welle
3de in Buggenhout
- 1958: Dossche Sport

2de in Londerzeel
2de in Eke
2de in Petegem-aan-de-Leie
3de in Omloop van het Leiedal
- 1959: Dossche Sport

## Resultaten in voornaamste wedstrijden
| Jaar | Luik-Bast.‑Luik |
| ---- | --------------- |
| 1953 | 32e             |
| 1954 | 29e             |

1912: Friborg, Malm, Persson, Lönn ·
1920: Souchard, Canteloube, Detreille, Gobillot ·
1924: Blanchonnet, Hamel, Wambst ·
1928: Hansen, Nielsen, Jørgensen ·
1932: Pavesi, Segato, Olmo ·
1936: Charpentier, Lapébie, Dorgebray ·
1948: Wouters, De Lathouwer, Van Roosbroeck ·
1952: Noyelle, Grondelaers, Victor ·
1956: Geyre, Moucheraud, Vermeulin
Wielerploegen van Léon De Lathouwer
Ambrosio ·
Bahamontes ·
Borcy ·
Bordin ·
Botella ·
Carizzoni ·
Clerici ·
Corrales ·
De Lathouwer ·
Decock ·
Derycke ·
Ernzer ·
van Est ·
Fornasari ·
Galdeano ·
Gaul ·
Gelabert ·
Graf ·
Hoevenaars ·
Hollenstein ·
Iturat ·
Kemp · 
Kerckhove ·
Keteleer ·
Luyten ·
Metra ·
Noyelle ·
Poblet ·
Ruiz ·
Schär ·
Schils ·
Schotte ·
Schroeders ·
Serra ·
Strehler ·
Van Der Helst ·
Van Looy ·
Vannitsen ·
Verhelst ·
Verplaetse ·
Vidaurreta